# Xã Ewington, Quận Jackson, Minnesota
Xã Ewington (tiếng Anh: Ewington Township) là một xã thuộc quận Jackson, tiểu bang Minnesota, Hoa Kỳ. Năm 2010, dân số của xã này là 244 người.